# Иконостас
Иконостас (от гръцки „eikòn“ – „образ“, и „stásis“– „място за стоене“) буквално означава „поставка за изображения“. Това обикновено е преграда между олтара и кораба (наоса) в църквата, където са наредени икони. Може да бъде и най-обикновен пюпитър, върху който има икона.
Първоначално иконостасът не е прикривал олтара изцяло, а е бил ниска преграда. Той започва да прикрива олтара едва след X век. Цялото пространство на храма е свещено и изпълнено със символика, но най-сакралното място е олтарът и като такова той се отделя и става невидим за очите на миряните. Според тълкуването на Свети Симеон Солунски от антропологична гледна точка олтарът символизира душата, наосът тялото, а иконостасът разделя двете части от храма и прави едната видима, а другата невидима за човешкия поглед, както е в действителност. От космологична гледна точка иконостасът разделя земята и небето, тъй като храмът символизира света. В този смисъл иконостасът е преграда между видимото и невидимото, а светците по него са посредниците към това невидимо, тъй като те са връзка между двата свята.
Иконостасът има три врати – две малки отляво и отдясно и една голяма, централна, които играят важна роля при изпълнението на литургията. Иконите, поставени върху него, са подредени по определени правила, възприети във всички православни храмове. Те най-често са в три реда.
На централните олтарни двери (Светите двери) се изобразява Благовещението. Отдясно на тях стои икона на Иисус Христос, а до нея – на св. Йоан Кръстител. Отляво на централните двери се изобразява Дева Мария с Младенеца, а до нея – патронът на храма. Разположението и избора на останалите икони при по-големите иконостаси е по-свободно. На вторият, по-горен ред икони, непосредствено над Светите двери се изобразява Тайната вечеря. От двете ѝ страни са разположени икони със сцени от живота на Христос и Богородица. Третият ред започва с иконата на Исус Христос в царско или архиерейско облекло, а от двете му страни икони на св. Богородица и св. Йоан Предтеча в молитвена поза. Отляво и отдясно са разположени иконите на светите апостоли. В четвъртия ред са иконите на старозаветните пророци и праведници. Централната и най-издигната част на иконостаса се увенчава с Разпятието. Под него обикновено е изобразен череп (на Адам), а кръстът стъпва върху него. Кръстът в горната част съдържа два интерпретативни пласта – на буквално ниво той изобразява хълма Голгота с разпнатия Христос, а символично – небето. 
Не всички иконостаси имат четири реда икони. Понякога в най-долния, нисък ред, под първия стои конзолен ред от икони, които изобразяват невинаги канонично уточнени сцени.
Иконостасът в описания вид не е застъпен в католическия храм.